# Pandanus moalaensis
Pandanus moalaensis är en enhjärtbladig växtart som beskrevs av Harold St.John. Pandanus moalaensis ingår i släktet Pandanus och familjen Pandanaceae. Inga underarter finns listade.